# 2009年のNBAドラフト
2009年のNBAドラフトは2009年6月25日にニューヨーク市マンハッタン区にあるマディソン・スクエア・ガーデンにおいて開催された。2009年5月19日に行われた抽選によってロサンゼルス・クリッパーズが全体1位指名権を獲得。

## ドラフト指名

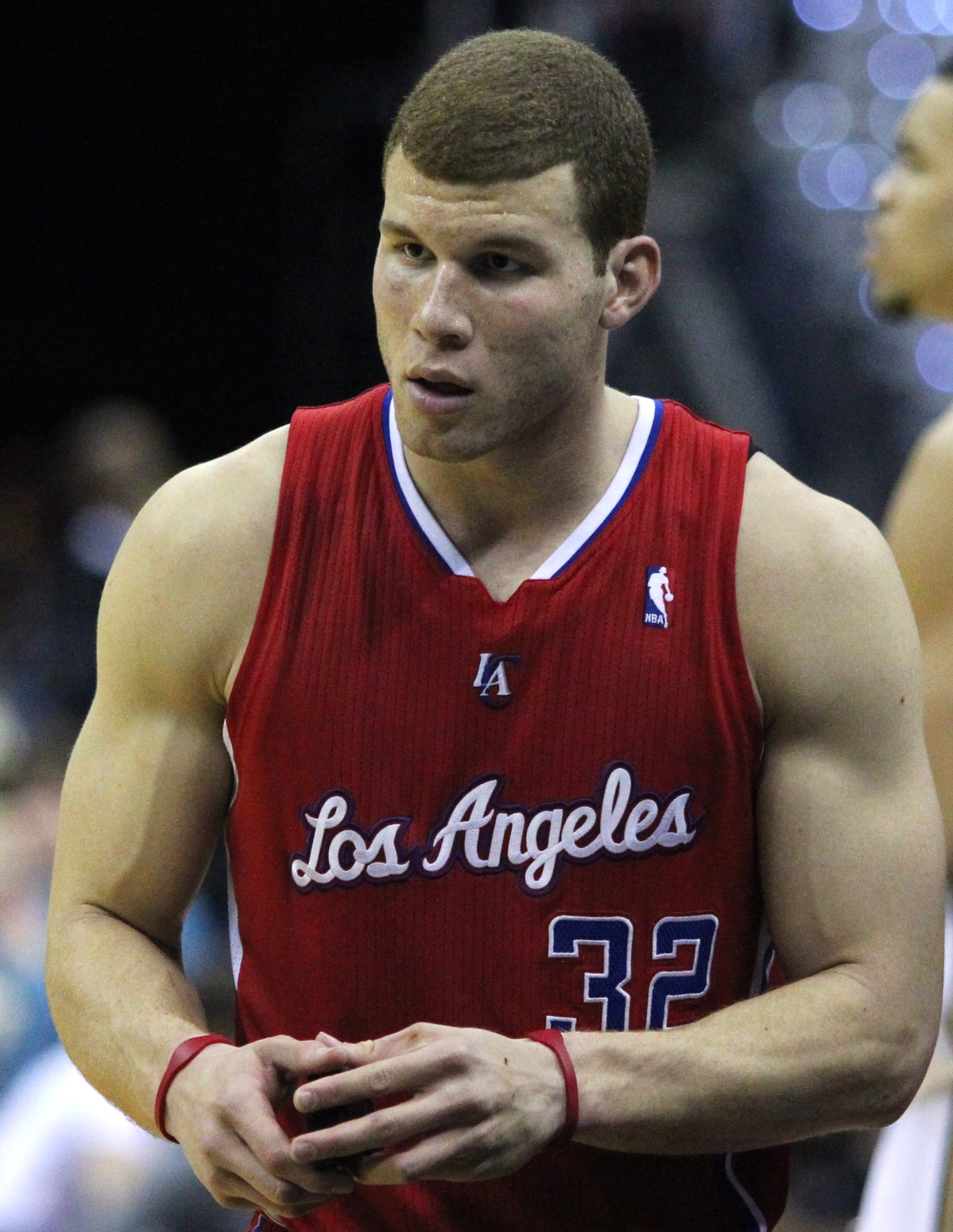
ブレイク・グリフィンは全体1位でロサンゼルス・クリッパーズに指名された。

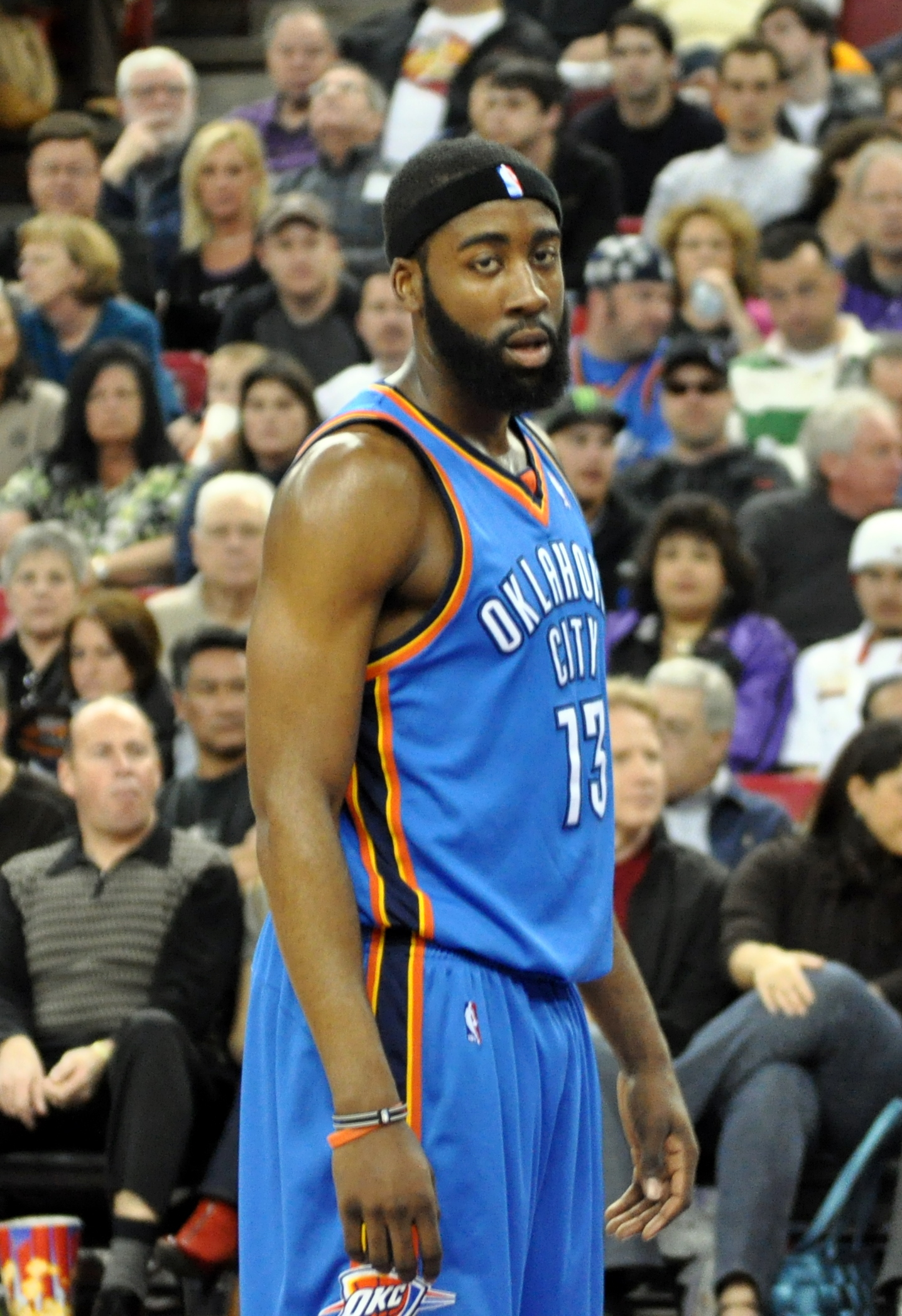
ジェームズ・ハーデンは全体3位でオクラホマシティ・サンダーに指名された。

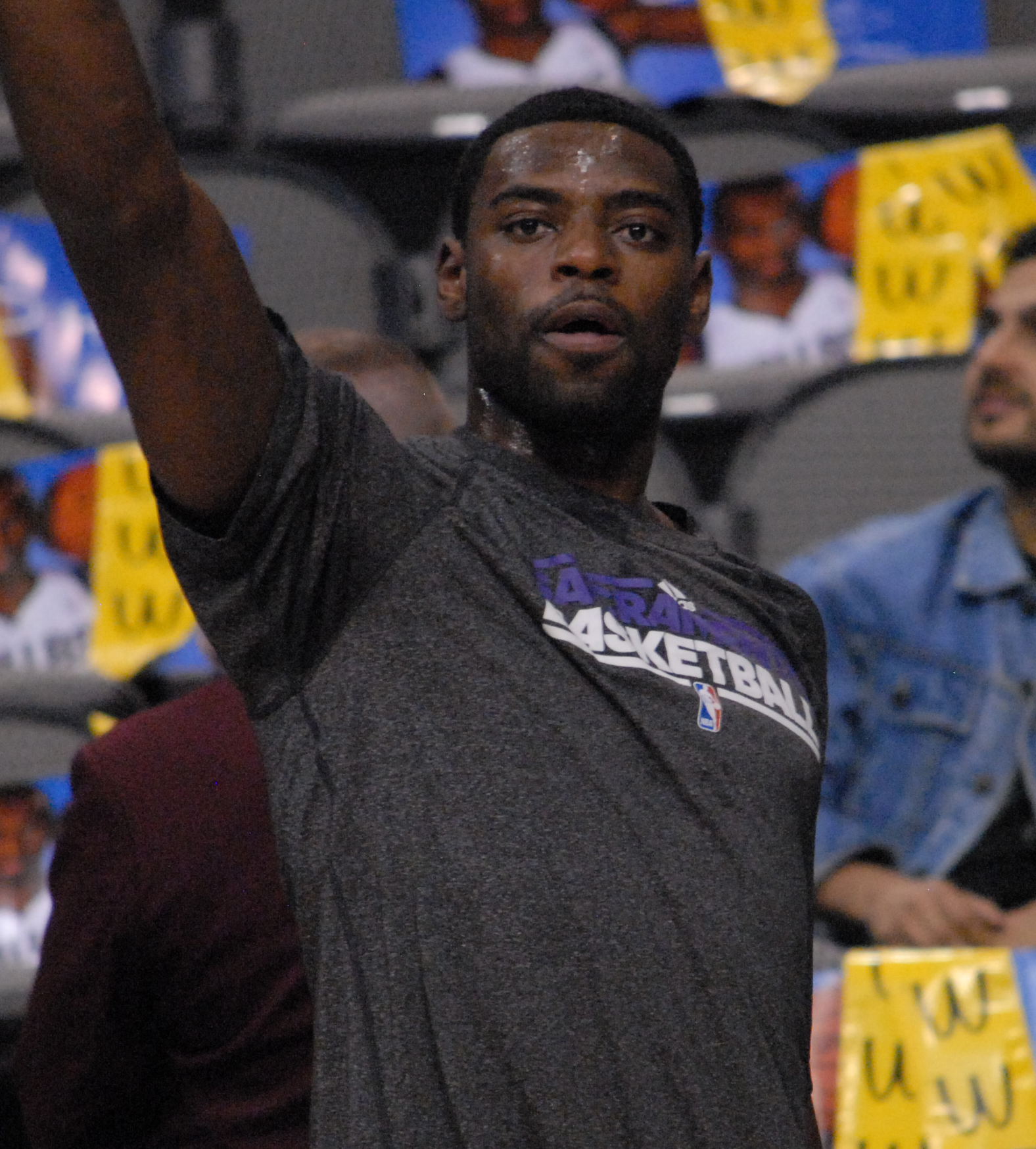
タイリーク・エバンスは全体4位でサクラメント・キングスに指名された。

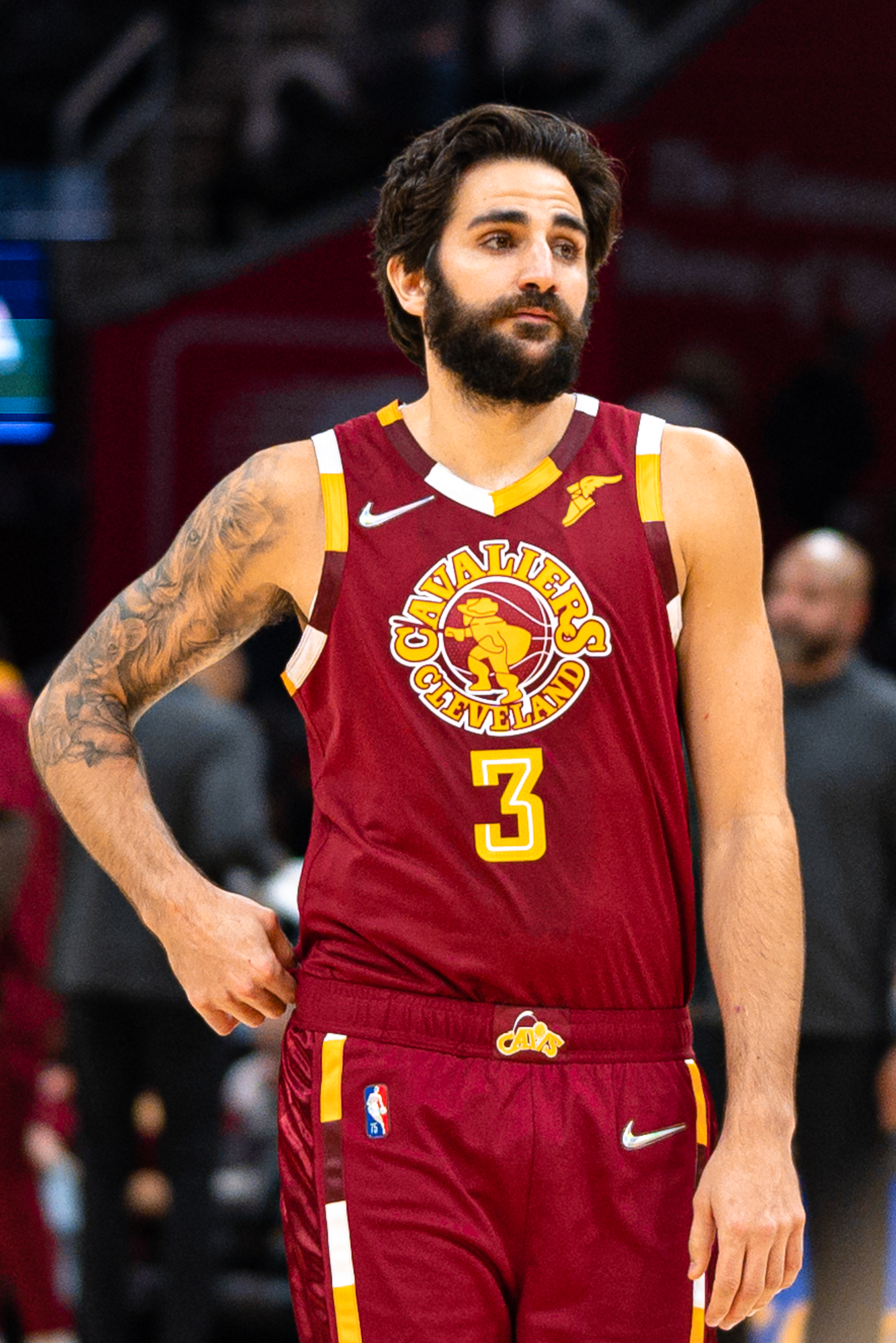
リッキー・ルビオは全体5位でミネソタ・ティンバーウルブズに指名された。

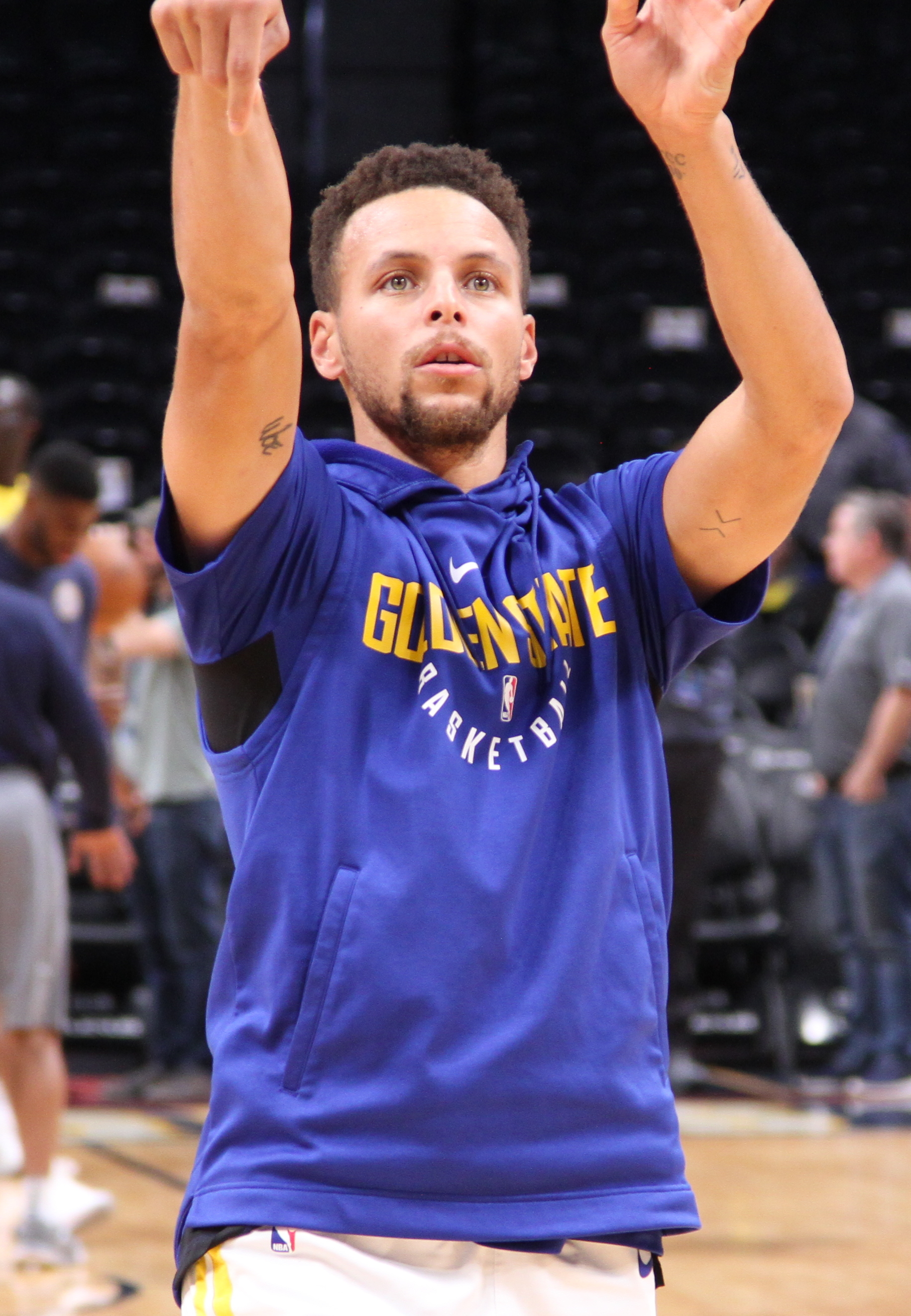
ステフィン・カリーは全体7位でゴールデンステート・ウォリアーズに指名された。

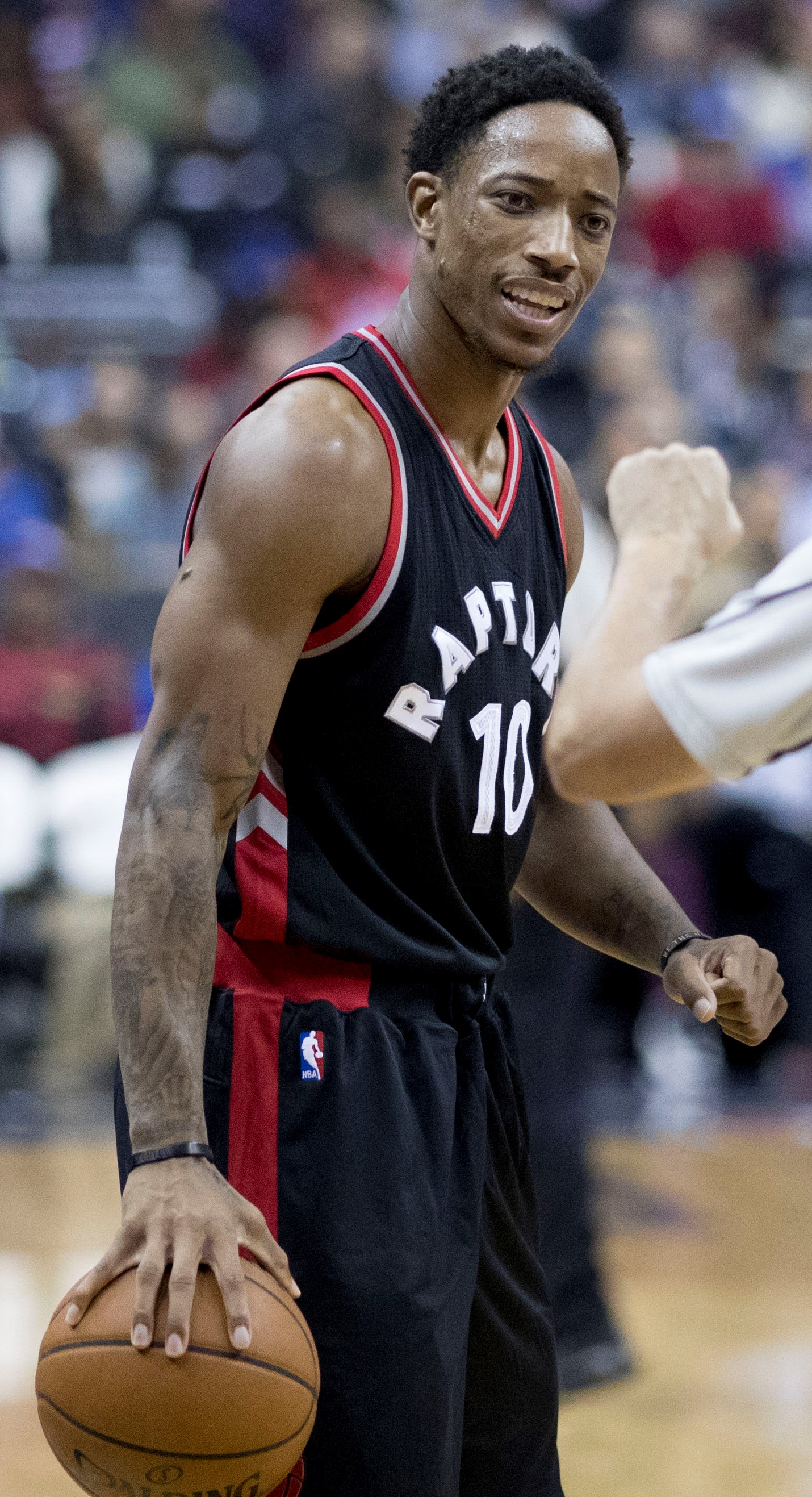
デマー・デローザンは全体9位でトロント・ラプターズに指名された。

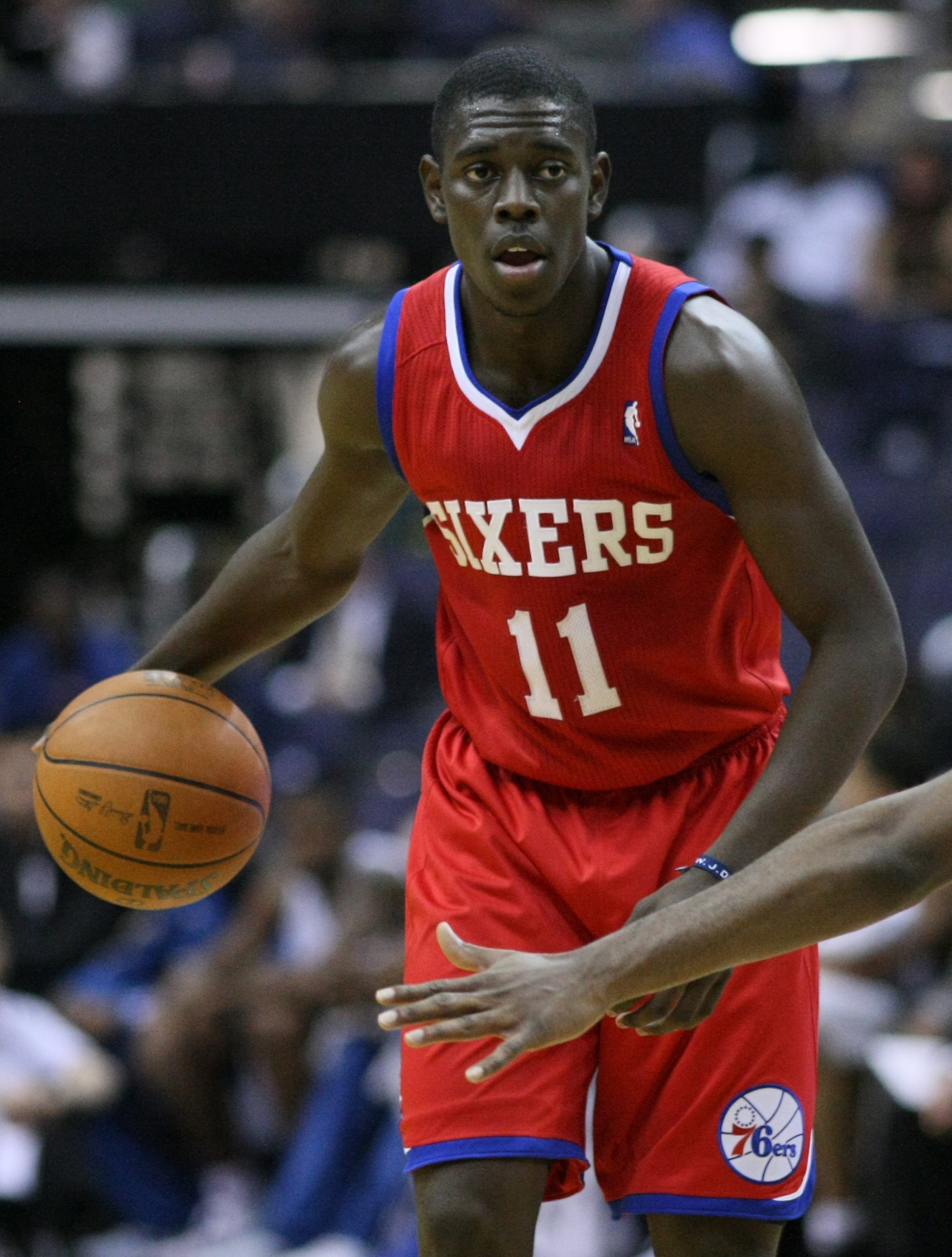
ドリュー・ホリデーは全体17位でフィラデルフィア・76ersに指名された。

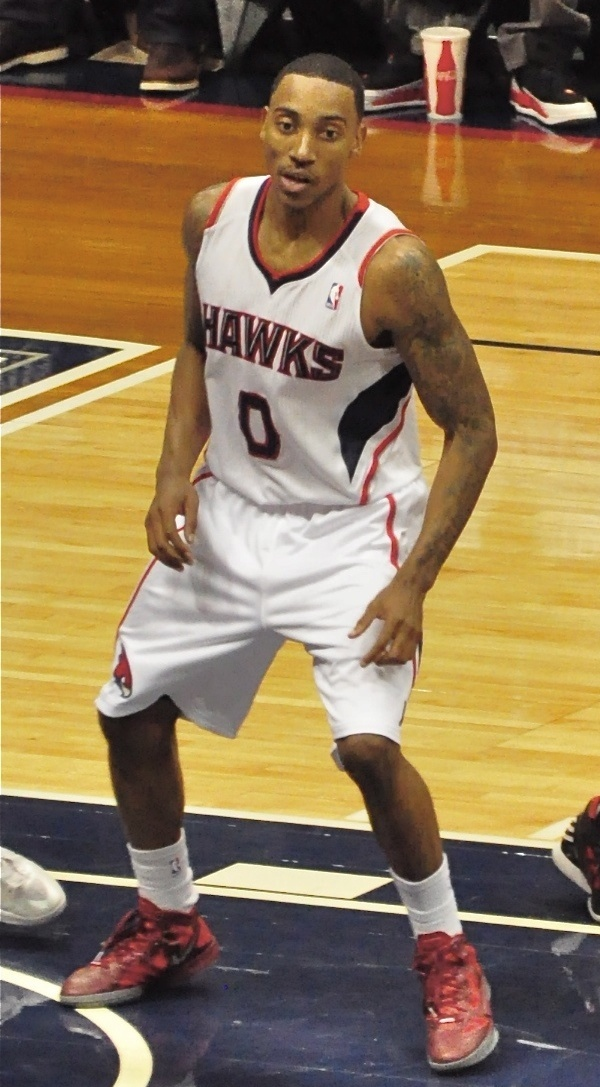
ジェフ・ティーグは全体19位でアトランタ・ホークスに指名された。

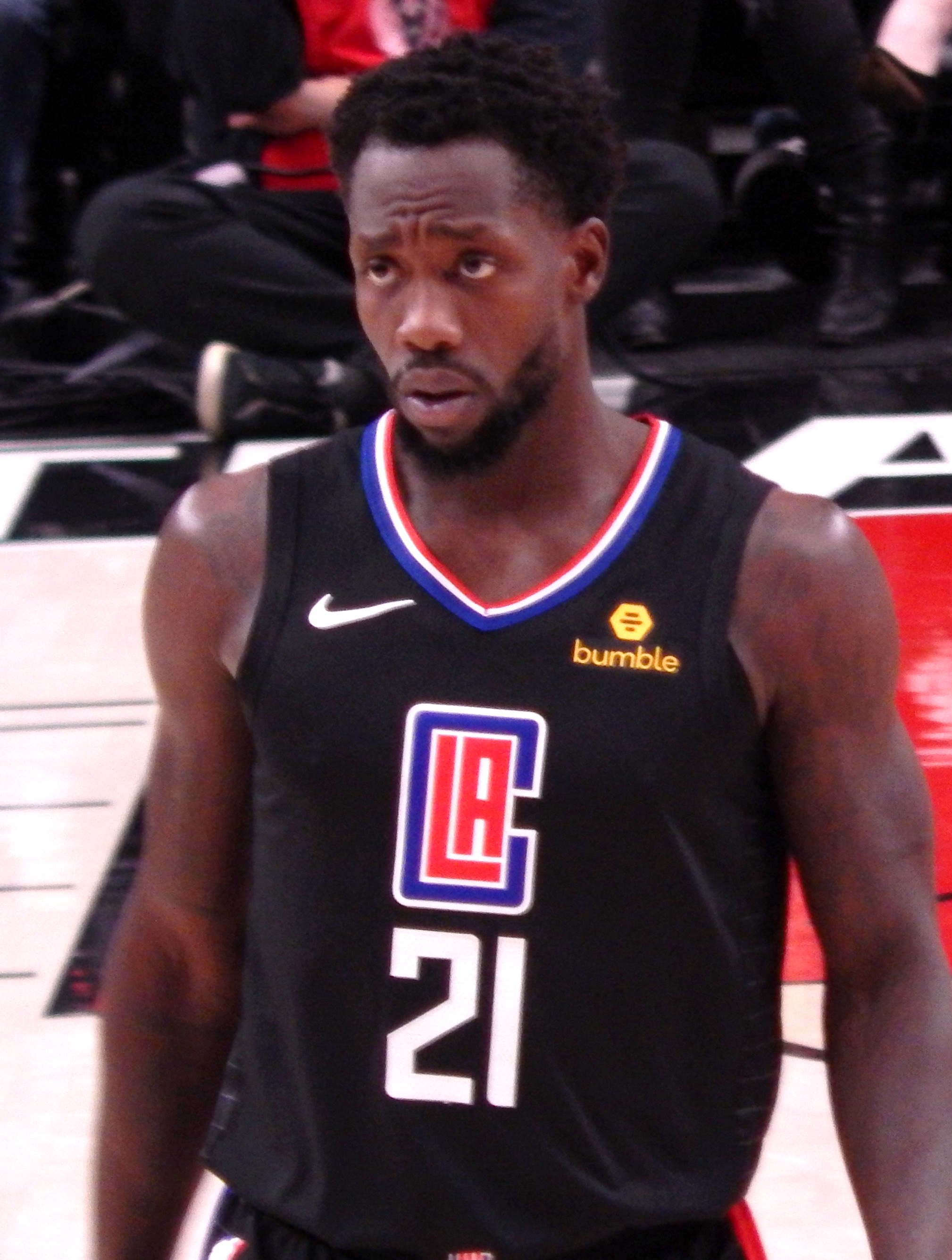
パトリック・ベバリーは全体42位でロサンゼルス・レイカーズに指名された（その後にマイアミへトレードされたが、チームの金銭的事情により2012年までユーロリーグで主にプレーした）。

| PG | ポイントガード | SG | シューティングガード | SF | スモールフォワード | PF | パワーフォワード | C | センター |

| S | NBAオールスター               |
| A | オールNBAチーム               |
| R | NBAオールルーキーチーム       |
| D | NBAオールディフェンシブチーム |
| C | NBAチャンピオン               |
| F | ファイナルMVP                 |
| # | NBAでのプレー経験なし         |
| M | シーズンMVP                   |

### 1巡目
| 指名順 | 選手名                                  | 経歴        | 国籍           | 指名チーム                                                                | 出身校など                           |
| ------ | --------------------------------------- | ----------- | -------------- | ------------------------------------------------------------------------- | ------------------------------------ |
| 1      | ブレイク・グリフィン (PF)               | S A R       | アメリカ合衆国 | ロサンゼルス・クリッパーズ                                                | オクラホマ大学                       |
| 2      | ハシーム・サビート (C)                  |             | タンザニア     | メンフィス・グリズリーズ                                                  | コネティカット大学                   |
| 3      | ジェームズ・ハーデン (SG)               | S A R M     | アメリカ合衆国 | オクラホマシティ・サンダー                                                | アリゾナ州立大学                     |
| 4      | タイリーク・エバンス (SG)               | R           | アメリカ合衆国 | サクラメント・キングス                                                    | メンフィス大学                       |
| 5      | リッキー・ルビオ (PG)                   | R           | スペイン       | ミネソタ・ティンバーウルブズ（ワシントンから）                            | DKVホベントゥート（スペイン）        |
| 6      | ジョニー・フリン (PG)                   | R           | アメリカ合衆国 | ミネソタ・ティンバーウルブズ                                              | シラキュース大学                     |
| 7      | ステフィン・カリー (PG)                 | S A R C F M | アメリカ合衆国 | ゴールデンステート・ウォリアーズ                                          | デイビッドソン大学                   |
| 8      | ジョーダン・ヒル (PF)                   |             | アメリカ合衆国 | ニューヨーク・ニックス                                                    | アリゾナ大学                         |
| 9      | デマー・デローザン (SG)                 | S A         | アメリカ合衆国 | トロント・ラプターズ                                                      | 南カリフォルニア大学                 |
| 10     | ブランドン・ジェニングス (PG)           | R           | アメリカ合衆国 | ミルウォーキー・バックス                                                  | ロトマティカ・ローマ（イタリア）     |
| 11     | テレンス・ウィリアムズ (SF)             |             | アメリカ合衆国 | ニュージャージー・ネッツ                                                  | ルイビル大学                         |
| 12     | ジェラルド・ヘンダーソン・ジュニア (SG) |             | アメリカ合衆国 | シャーロット・ボブキャッツ                                                | デューク大学                         |
| 13     | タイラー・ハンズブロー (PF)             |             | アメリカ合衆国 | インディアナ・ペイサーズ                                                  | ノースカロライナ大学                 |
| 14     | アール・クラーク (PF)                   |             | アメリカ合衆国 | フェニックス・サンズ                                                      | ルイビル大学                         |
| 15     | オースティン・デイ (SF)                 | C           | アメリカ合衆国 | デトロイト・ピストンズ                                                    | ゴンザガ大学                         |
| 16     | ジェームス・ジョンソン (PF)             |             | アメリカ合衆国 | シカゴ・ブルズ                                                            | ウェイクフォレスト大学               |
| 17     | ドリュー・ホリデー (PG)                 | S D C       | アメリカ合衆国 | フィラデルフィア・セブンティシクサーズ                                    | UCLA                                 |
| 18     | タイ・ローソン (PG)                     |             | アメリカ合衆国 | ミネソタ・ティンバーウルブズ（マイアミから）→デンバー・ナゲッツにトレード | ノースカロライナ大学                 |
| 19     | ジェフ・ティーグ (PG)                   | S C         | アメリカ合衆国 | アトランタ・ホークス                                                      | ウェイクフォレスト大学               |
| 20     | エリック・メイノー (PG)                 |             | アメリカ合衆国 | ユタ・ジャズ                                                              | バージニア・コモンウェルス大学       |
| 21     | ダレン・コリソン (SG)                   | R           | アメリカ合衆国 | ニューオーリンズ・ホーネッツ                                              | UCLA                                 |
| 22     | ヴィクトル・クラベール (SF)             |             | スペイン       | ポートランド・トレイルブレイザーズ                                        | バレンシアBC（スペイン）             |
| 23     | オムリ・カスピ (SF)                     |             | イスラエル     | サクラメント・キングス（ヒューストンから）                                | マッカビ・テルアビブBC（イスラエル） |
| 24     | バイロン・マレンズ (C)                  |             | アメリカ合衆国 | ダラス・マーベリックス→オクラホマシティにトレード                         | オハイオ州立大学                     |
| 25     | ロドリグ・ボーボワ (PG)                 | C           | フランス       | オクラホマシティ・サンダー→ダラスにトレード                               | ショレ・バスケット（フランス）       |
| 26     | タージ・ギブソン (PF)                   | R           | アメリカ合衆国 | シカゴ・ブルズ （デンバーからオクラホマシティを経由して）                 | 南カリフォルニア大学                 |
| 27     | デマール・キャロル (PF)                 |             | アメリカ合衆国 | メンフィス・グリズリーズ（オーランドから）                                | ミズーリ大学                         |
| 28     | ウェイン・エリントン (SG)               |             | アメリカ合衆国 | ミネソタ・ティンバーウルブズ（ボストンから）                              | ノースカロライナ大学                 |
| 29     | トニー・ダクラス (SG)                   |             | アメリカ合衆国 | ロサンゼルス・レイカーズ→ニューヨークにトレード                           | フロリダ州立大学                     |
| 30     | クリスチャン・エヤンガ (SF)             |             | コンゴ共和国   | クリーブランド・キャバリアーズ                                            | CBパート（スペイン）                 |

### 2巡目
| 指名順 | 選手名                        | 経歴 | 国籍                     | 指名チーム                                                                                     | 出身校など                           |
| ------ | ----------------------------- | ---- | ------------------------ | ---------------------------------------------------------------------------------------------- | ------------------------------------ |
| 31     | ジェフ・エアーズ (PF)         | C    | アメリカ合衆国           | サクラメント・キングス→ポートランドにトレード                                                  | アリゾナ州立大学                     |
| 32     | ジャーメイン・テイラー (SG)   |      | アメリカ合衆国           | ワシントン・ウィザーズ→ヒューストンにトレード                                                  | セントラルフロリダ大学               |
| 33     | ダンテ・カニンガム (PF)       |      | アメリカ合衆国           | ポートランド・トレイルブレイザーズ（ロサンゼルス・クリッパーズから）                           | ビラノバ大学                         |
| 34     | セルヒオ・リュル (PG)         | #    | スペイン                 | デンバー・ナゲッツ（オクラホマシティから）→ヒューストンにトレード                              | レアル・マドリード                   |
| 35     | ダジュアン・サマーズ (SF)     |      | アメリカ合衆国           | デトロイト・ピストンズ（ミネソタから）                                                         | ジョージタウン大学                   |
| 36     | サム・ヤング (SF)             |      | アメリカ合衆国           | メンフィス・グリズリーズ                                                                       | ピッツバーグ大学                     |
| 37     | デュワン・ブレア (PF)         | R    | アメリカ合衆国           | サンアントニオ・スパーズ （ゴールデンステートから、フェニックスを経由して）                    | ピッツバーグ大学                     |
| 38     | ジョン・ブロックマン (PF)     |      | アメリカ合衆国           | ポートランド・トレイルブレイザーズ （ニューヨークからシカゴを経由して）→サクラメントにトレード | ワシントン大学                       |
| 39     | ヨナス・イェレブコ (SF)       | R    | スウェーデン             | デトロイト・ピストンズ（トロントから）                                                         | アンゲリコ・ビエラ （イタリア）      |
| 40     | デリック・ブラウン (SF)       |      | アメリカ合衆国           | シャーロット・ボブキャッツ （ニュージャージーからオクラホマシティを経由して）                  | ゼイビア大学                         |
| 41     | ジョディ・ミークス (SG)       | C    | アメリカ合衆国           | ミルウォーキー・バックス                                                                       | ケンタッキー大学                     |
| 42     | パトリック・ベバリー (PG)     | D    | アメリカ合衆国           | ロサンゼルス・レイカーズ（シャーロットから）→マイアミにトレード                                | BCデュニプロ（ウクライナ）           |
| 43     | マーカス・ソーントン (SG)     | R    | アメリカ合衆国           | マイアミ・ヒート（インディアナから）→ニューオーリンズにトレード                                | ルイジアナ州立大学                   |
| 44     | チェイス・バディンジャー (SG) |      | アメリカ合衆国           | デトロイト・ピストンズ→ヒューストンにトレード                                                  | アリゾナ大学                         |
| 45     | ニック・カレイテス (PG)       |      | ギリシャ アメリカ合衆国  | ミネソタ・ティンバーウルブズ（フィラデルフィアからマイアミを経由して）→ダラスにトレード        | フロリダ大学                         |
| 46     | ダニー・グリーン (SF)         | D C  | アメリカ合衆国           | クリーブランド・キャバリアーズ（シカゴから）                                                   | ノースカロライナ大学                 |
| 47     | ヘンク・ノレル (PF)           | #    | オランダ                 | ミネソタ・ティンバーウルブズ（マイアミから）                                                   | DKVホベントゥート                    |
| 48     | テイラー・グリフィン (SF)     | #    | アメリカ合衆国           | フェニックス・サンズ                                                                           | オクラホマ大学                       |
| 49     | セルゲイ・グラディール (SG)   | #    | ウクライナ               | アトランタ・ホークス                                                                           | MBCマイコライフ（ウクライナ）        |
| 50     | ゴラン・スータン (C)          | #    | ボスニア・ヘルツェゴビナ | ユタ・ジャズ                                                                                   | ミシガン州立大学                     |
| 51     | ジャック・マクリントン (SG)   | #    | アメリカ合衆国           | サンアントニオ・スパーズ（ニューオーリンズからトロントを経由して）                             | マイアミ大学                         |
| 52     | A・J・プライス (PG)           |      | アメリカ合衆国           | インディアナ・ペイサーズ（ダラスから）                                                         | コネティカット大学                   |
| 53     | ナンド・デ・コロ (PG)         |      | フランス                 | サンアントニオ・スパーズ（ヒューストンから）                                                   | チャロレット（フランス）             |
| 54     | ロバート・ヴェイデン (SG)     | #    | アメリカ合衆国           | シャーロット・ボブキャッツ（サンアントニオから）→オクラホマシティにトレード                    | アラバマ大学バーミングハム校         |
| 55     | パティ・ミルズ (PG)           | C    | オーストラリア           | ポートランド・トレイルブレイザーズ（デンバーから）                                             | セントメリー大学                     |
| 56     | アーマッド・ニビンズ (PF)     | #    | アメリカ合衆国           | ダラス・マーベリックス（ポートランドから）                                                     | セントジョセフ大学                   |
| 57     | エミール・プレルドジッチ (SF) | #    | ボスニア・ヘルツェゴビナ | フェニックス・サンズ （オーランドからオクラホマシティを経由して）→クリーブランドにトレード。   | フェネルバフチェ・ユルケル（トルコ） |
| 58     | レスター・ハドソン (SG)       |      | アメリカ合衆国           | ボストン・セルティックス                                                                       | テネシー大学マーティン校             |
| 59     | シネメル・イロヌー (PF)       | #    | ナイジェリア             | ロサンゼルス・レイカーズ                                                                       | テキサスA&M大学                      |
| 60     | ロバート・ドジャー (SF)       | #    | アメリカ合衆国           | マイアミ・ヒート（クリーブランドから）                                                         | メンフィス大学                       |

## ドラフト外入団の主な選手
- ジェフ・エイドリアン (PF), コネチカット大学
- アロン・ベインズ (C), ワシントン州立大学
- アロンゾ・ジー (SF), アラバマ大学
- テレル・ハリス (SG), オクラホマ州立大学
- ジョー・イングルス (SG), オーストラリア
- ウェズリー・マシューズ (SG), マーケット大学
- ギャレット・テンプル (SG), ルイジアナ州立大学
- ミロシュ・テオドシッチ (PG), セルビア